# ナス・デイリー
ナス・デイリー（アラビア語: نصير ياسين、英語: Nas Daily、ヘブライ語: נוסייר יאסין、1992年2月9日 - ）は、アラブ系イスラエル人のブロガー、YouTuber、ティックトッカー。
本名はヌサイル・ヤースィーン（Nuseir Yassin）。別名Nasとも呼ばれる。
Webサイトをもち、そのほかFacebook、TikTok、Instagramで毎日1分以上の動画を1000本以上作成している。